# Une jeunesse chinoise
Pour plus de détails, voir Fiche technique et Distribution.
Une jeunesse chinoise (頤和園, Yíhé Yuán) est un film franco-chinois réalisé par Lou Ye, sorti en 2006.

## Synopsis
Chine, 1989. Yu Hong vient d’une petite ville et s’est arrachée aux bras d’un premier amant maladroit pour rentrer à l’université de Pékin. Zhou Wei est plus âgé qu’elle, bien installé dans le monde estudiantin comme s’il y avait toujours vécu. Les jeunes amoureux vivent une relation d'amour-haine, complexe et érotique, dans un pays soumis aux troubles et à l'instabilité politiques.
Leur rapport tourne au jeu dangereux alors qu'autour d'eux, les étudiants commencent à manifester, exigeant la démocratie et la liberté.
Elle tient un journal dont les fragments en voix off illustrent le film d’un bout à l’autre. Ce journal évoque l'inquiétude, l'exaltation et les paradoxes de l'amour absolu.

## Fiche technique
- Titre original : 頤和園, Yíhé Yuán
- Autre titre : Summer Palace (Titre anglais international)
- Titre de présentation à Cannes : Palais d'été (traduction du titre original)
- Réalisation : Lou Ye
- Scénario : Lou Ye, Feng Mei, Ma Yingli
- Pays de production :  Chine,  France
- Langue : mandarin / allemand
- Produit par Helge Albers, Sylvain Bursztejn, Li Fang, An Nai
- Musique originale : Peyman Yazdanian
- Image : Qing Hua
- Durée : 140 min
- Dates de sortie : 
  - France : mai 2006 (Cannes, sélection officielle)
  - France : 27 avril 2007

## Distribution
- Xueyun Bai : Wang Bo
- Lin Cui : Xiao Jun
- Long Duan : Tang Caoshi
- Xiaodong Guo : Zhou Wei
- Lei Hao : Yu Hong
- Ling Hu : Li Ti

## Accueil

### Sélection cannoise et censure chinoise
Le film est sélectionné en compétition officielle au Festival de Cannes 2006 sans l'aval des autorités chinoises qui ne s'étaient pas encore prononcées sur le deuxième montage soumis. Même si les Manifestations de la Place Tiananmen y restent hors-champs, le cinéaste Lou Ye écopera du Bureau du cinéma de Chine d'une interdiction de filmer pendant cinq ans au sortir de la présentation du film à cette occasion,, en raison du portrait de la révolte étudiante et de la représentation des scènes de sexe, même si le cinéaste avait prévu un montage les expurgeant pour la censure chinoise. Le film sera également interdit de diffusion officielle en Chine.

## Source (sous GFDL)
- Film Wikia
- Liste des auteurs